# Tossa Plana de Lles
Tossa Plana de Lles (2913 m) Las cuatro montañas más altas de la Cerdaña son el Carlit (2921 m), el Puigmal (2913 m), el Puigpedrós (2914 m) y la Tossa Plana de Lles, que con sus 2913 m. es el segundo en orden de altura. Aún teniendo la altura que tiene, se trata de un pico fácil técnicamente y muy sencillo a nivel de orientación.